# Cầu Mai Lĩnh
Cầu Mai Lĩnh là một cây cầu bắc qua sông Đáy trên Quốc lộ 6 tại quận Hà Đông, thành phố Hà Nội, Việt Nam.
Cầu có lý trình tại Km 18+044 Quốc lộ 6, cách trung tâm Hà Nội khoảng 15 km về phía tây nam, nối liền hai phường Đồng Mai và Biên Giang thuộc quận Hà Đông.
Cầu Mai Lĩnh có chiều dài 170,27 m, rộng 8 m, gồm hai làn xe.